# Llista de rellotges de sol del Vallès Oriental - Baix Montseny
Llista de rellotges de sol instal·lats de forma permanent en espais públics de la part de la subcomarca del Baix Montseny corresponent al Vallès Oriental.

## Campins
| Nom                    | Descripció                                                | Localització                | Coordenades                                          | Fitxa | Imatge                  |
| ---------------------- | --------------------------------------------------------- | --------------------------- | ---------------------------------------------------- | ----- | ----------------------- |
| Ermita de Sant Guillem | Inscripció: Jo sense sol i tu sense fe els dos no som res | Campins                     | 41° 43′ 11″ N, 2° 28′ 08″ E / 41.71974°N,2.46885°E   | fitxa | Carregueu una nova foto |
| Ca l'Ermengol          |                                                           | Campins Camí de Santa Fe    | 41° 43′ 40″ N, 2° 28′ 06″ E / 41.727828°N,2.468203°E | fitxa | Carregueu una nova foto |
| Vila Montseny          | Inscripció: Nihil sine sole                               | Campins Camí de Santa Fe, 4 | 41° 43′ 46″ N, 2° 28′ 11″ E / 41.729537°N,2.469712°E | fitxa | Carregueu una nova foto |

## Cànoves i Samalús
| Nom                           | Descripció                                                                          | Localització                                                                        | Coordenades                                          | Fitxa | Imatge                                                    |
| ----------------------------- | ----------------------------------------------------------------------------------- | ----------------------------------------------------------------------------------- | ---------------------------------------------------- | ----- | --------------------------------------------------------- |
| Camí de les Garrigues, 53     |                                                                                     | Cànoves i Samalús Camí de les Garrigues, 53                                         | 41° 40′ 48″ N, 2° 21′ 34″ E / 41.679917°N,2.359483°E | fitxa | Carregueu una nova foto                                   |
| Ajuntament de Cànoves         | Inscripció: Any MDCVI - MCMLIV                                                      | Cànoves i Samalús C. Rossinyol, Cànoves                                             | 41° 41′ 38″ N, 2° 21′ 11″ E / 41.693950°N,2.353033°E | fitxa | Carregueu una nova foto                                   |
| Can Congost, Brasseria Canela | Inscripció: Restauració 1952                                                        | Cànoves i Samalús Camí a Vallforners, km 1                                          | 41° 42′ 11″ N, 2° 21′ 00″ E / 41.703176°N,2.350091°E | fitxa | Carregueu una nova foto                                   |
| Can Ferrer                    |                                                                                     | Cànoves i Samalús Crta. BP 5107 km 41,5                                             | 41° 41′ 23″ N, 2° 21′ 19″ E / 41.689606°N,2.355228°E | fitxa | Carregueu una nova foto                                   |
| Can Julià                     | Inscripció: Can Julià / Qui té sol que més vol                                      | Cànoves i Samalús Passat el cementiri, Cànoves                                      | 41° 41′ 04″ N, 2° 20′ 53″ E / 41.684431°N,2.347927°E | fitxa | Carregueu una nova foto                                   |
| Can Massaguer                 |                                                                                     | Cànoves i Samalús Cànoves                                                           | 41° 41′ 49″ N, 2° 21′ 18″ E / 41.697045°N,2.354994°E | fitxa | Carregueu una nova foto                                   |
| Can Mateuet                   |                                                                                     | Cànoves i Samalús Ctra. de Cardedeu a Samalús                                       |                                                      | fitxa | Carregueu una nova foto                                   |
| Can Parera                    |                                                                                     | Cànoves i Samalús Abans d'entrar a Cànoves a mà esquerra                            | 41° 41′ 31″ N, 2° 21′ 06″ E / 41.69199°N,2.351778°E  | fitxa | Carregueu una nova foto                                   |
| Masia el Castell              | Inscripció: El Castell                                                              | Cànoves i Samalús Cànoves                                                           | 41° 41′ 57″ N, 2° 21′ 15″ E / 41.699097°N,2.354081°E | fitxa | Carregueu una nova foto                                   |
| Parròquia de Sant Muç         | Restes de dos rellotges                                                             | Cànoves i Samalús Pl. de Sant Muç, 2, Cànoves                                       | 41° 41′ 36″ N, 2° 21′ 17″ E / 41.693350°N,2.354817°E | fitxa | Carregueu una nova foto                                   |
| Rectoria vella de Cànoves     |                                                                                     | Cànoves i Samalús                                                                   | 41° 41′ 32″ N, 2° 21′ 21″ E / 41.692235°N,2.355776°E | fitxa | Carregueu una nova foto                                   |
| Can Bot                       |                                                                                     | Cànoves i Samalús Ctra. de Llinars, km 38,3, Samalús                                | 41° 41′ 35″ N, 2° 20′ 04″ E / 41.692917°N,2.334405°E | fitxa | Carregueu una nova foto                                   |
| Can Botet                     | Inscripció: Si fa Sol, parlo amb el nas, si no en fa, no parlo pas                  | Cànoves i Samalús Crta. BV 5151 km 7,5 direcció Cànoves a l'esquerra. Samalús       | 41° 41′ 21″ N, 2° 20′ 05″ E / 41.68924°N,2.334707°E  | fitxa | Carregueu una nova foto                                   |
| Can Caseta                    |                                                                                     | Cànoves i Samalús Ctra BP-5107, km. 36. Samalús                                     | 41° 41′ 19″ N, 2° 18′ 37″ E / 41.68849°N,2.310234°E  | fitxa | Carregueu una nova foto                                   |
| Can Coc, o Can Cuc            | Inscripció: L'hora puc dic només fins aquí, d'aquí endavant busca un altre quadrant | Cànoves i Samalús Crta. BV 5151 km 7,5. Samalús                                     | 41° 41′ 22″ N, 2° 20′ 11″ E / 41.689581°N,2.336424°E | fitxa | Carregueu una nova foto                                   |
| Can Flequer                   |                                                                                     | Cànoves i Samalús Crta. BP 5017 km 37,5 abans del nucli de Samalús venin de Cánoves | 41° 41′ 33″ N, 2° 19′ 27″ E / 41.69251°N,2.324099°E  | fitxa | Carregueu una nova foto                                   |
| Can Masseguer                 | Dos rellotges amb data 1959                                                         | Cànoves i Samalús Sota la ctra BP-5107, accés al km 38,7. Samalús                   | 41° 41′ 38″ N, 2° 20′ 08″ E / 41.69381°N,2.335669°E  | fitxa | Carregueu una nova foto                                   |
| Can Miquel de la Riera        | Inscripció: Rellotge com el d'en Pascual, no en trobaràs d'igual                    | Cànoves i Samalús Crta. BV 5151 km 7,5 direcció Cànoves a l'esquerra. Samalús       | 41° 41′ 18″ N, 2° 20′ 11″ E / 41.688284°N,2.336425°E | fitxa | Carregueu una nova foto                                   |
| Can Monells                   | Inscripció: Casa Monells / Miram quan el sol en mira                                | Cànoves i Samalús Samalús                                                           | 41° 40′ 36″ N, 2° 18′ 53″ E / 41.676598°N,2.314854°E | fitxa | Can Monells (Cànoves i Samalús) · Carregueu una nova foto |
| Can Pujades                   |                                                                                     | Cànoves i Samalús Damunt de Can Flaquer. Samalús                                    | 41° 41′ 34″ N, 2° 19′ 29″ E / 41.692859°N,2.324735°E | fitxa | Carregueu una nova foto                                   |
| Can Samon                     |                                                                                     | Cànoves i Samalús Ctra. la Garriga - Cardedeu. Samalús                              | 41° 41′ 25″ N, 2° 19′ 01″ E / 41.690248°N,2.316928°E | fitxa | Carregueu una nova foto                                   |
| Can Morera                    | Inscripció: L'hora que veus és l'hora que vius                                      | Cànoves i Samalús Sant Salvador de Terrades                                         | 41° 43′ 12″ N, 2° 21′ 07″ E / 41.719866°N,2.351956°E | fitxa | Carregueu una nova foto                                   |

## Fogars de Montclús
| Nom                                     | Descripció                                                           | Localització                                                                          | Coordenades                                           | Fitxa | Imatge                                                     |
| --------------------------------------- | -------------------------------------------------------------------- | ------------------------------------------------------------------------------------- | ----------------------------------------------------- | ----- | ---------------------------------------------------------- |
| Can Noguera                             | Inscripció: Sempre dono l'hora exacte quan del sol rebo l'impacte    | Fogars de Montclús                                                                    | 41° 43′ 16″ N, 2° 26′ 42″ E / 41.72125°N,2.444972°E   | fitxa | Carregueu una nova foto                                    |
| Can Rodon                               |                                                                      | Fogars de Montclús                                                                    | 41° 43′ 30″ N, 2° 26′ 41″ E / 41.72489°N,2.444616°E   | fitxa | Carregueu una nova foto                                    |
| Can Suc                                 | Inscripció: El Sol surt per a tothom / 1998                          | Fogars de Montclús                                                                    | 41° 43′ 21″ N, 2° 26′ 51″ E / 41.72250°N,2.447583°E   | fitxa | Carregueu una nova foto                                    |
| Can Riera de Ciuret, casa de colònies   |                                                                      | Fogars de Montclús Crta. St. Celoni-Sta. Fe del Montseny, km 10,5. Costa del Montseny |                                                       | fitxa | Carregueu una nova foto                                    |
| Can Ferrers                             | Inscripció: Tu sensa sol i jo sensa fé no valem res                  | Fogars de Montclús Camí de l'ermita de Sta. Magdalena. Mosqueroles                    | 41° 43′ 38″ N, 2° 26′ 08″ E / 41.72711°N,2.435561°E   | fitxa | Carregueu una nova foto                                    |
| Can Salvanyà                            | Inscripció: Cristo es mi luz                                         | Fogars de Montclús Mosqueroles                                                        | 41° 43′ 25″ N, 2° 26′ 29″ E / 41.72359°N,2.441341°E   | fitxa | Carregueu una nova foto                                    |
| Façana lateral d'una casa particular    | Ceràmica                                                             | Fogars de Montclús Antiga ctra. Sta. Fe. Mosqueroles                                  | 41° 43′ 37″ N, 2° 26′ 39″ E / 41.726850°N,2.444233°E  | fitxa | Carregueu una nova foto                                    |
| Masia Mariona, Can Patxot - façana nord | Inscripció: Qualsevol nit pot sortir el sol                          | Fogars de Montclús Mosqueroles                                                        | 41° 43′ 44″ N, 2° 26′ 24″ E / 41.728783°N,2.440083°E  | fitxa | Carregueu una nova foto                                    |
| Masia Mariona, Can Patxot - façana sud  | Inscripció: Solis et artis opvs                                      | Fogars de Montclús Mosqueroles                                                        | 41° 43′ 43″ N, 2° 26′ 25″ E / 41.728683°N,2.440217°E  | fitxa | Carregueu una nova foto                                    |
| Restaurant La Font de Cal Guardià       | Inscripció: Tant en núvol com en clar aquí pots fruir del bon menjar | Fogars de Montclús Ctra. BV 5114 de St. Celoni a Campins, km 3.3. Mosqueroles         | 41° 41′ 45″ N, 2° 28′ 20″ E / 41.695833°N,2.4722222°E | fitxa | Carregueu una nova foto                                    |
| Can Felip                               | Inscripció: 1801                                                     | Fogars de Montclús Ctra. BV-5301, km 11.5. El Rieral                                  | 41° 45′ 09″ N, 2° 24′ 01″ E / 41.752400°N,2.400233°E  | fitxa | Carregueu una nova foto                                    |
| Ermita de Santa Fe del Montseny         |                                                                      | Fogars de Montclús Ctra. de Sant Celoni a Sant Marçal, km 21. Santa Fe del Montseny   | 41° 46′ 26″ N, 2° 27′ 53″ E / 41.773773°N,2.464617°E  | fitxa | Carregueu una nova foto                                    |
| Can Ginesta                             |                                                                      | Fogars de Montclús                                                                    | 41° 45′ 21″ N, 2° 24′ 40″ E / 41.755736°N,2.41107°E   |       | Can Ginesta (Fogars de Montclús) · Carregueu una nova foto |

## Gualba
| Nom                                    | Descripció                                                                    | Localització                                             | Coordenades                                          | Fitxa | Imatge                                                            |
| -------------------------------------- | ----------------------------------------------------------------------------- | -------------------------------------------------------- | ---------------------------------------------------- | ----- | ----------------------------------------------------------------- |
| Can Cambó Nou                          | Inscripció: De Gualba l'hora del sol, cada dia si Déu vol                     | Gualba                                                   |                                                      | fitxa | Carregueu una nova foto                                           |
| Can Català, casa de convidats          |                                                                               | Gualba Veïnat de la Barceloneta                          |                                                      | fitxa | Carregueu una nova foto                                           |
| Can Català                             |                                                                               | Gualba Veïnat de la Barceloneta, 41                      |                                                      | fitxa | Carregueu una nova foto                                           |
| Ca n'Illa Nou                          | Inscripció: 1999                                                              | Gualba                                                   |                                                      | fitxa | Carregueu una nova foto                                           |
| Can Prat                               |                                                                               | Gualba Pista forestal de Gualba a Riells (pati interior) |                                                      | fitxa | Carregueu una nova foto                                           |
| Can Viader Vell - I                    |                                                                               | Gualba                                                   |                                                      | fitxa | Carregueu una nova foto                                           |
| Can Viader Vell - II                   |                                                                               | Gualba                                                   |                                                      | fitxa | Carregueu una nova foto                                           |
| Casa Joan Comas                        | Equatorial                                                                    | Gualba Pg. Montseny, 17                                  |                                                      | fitxa | Carregueu una nova foto                                           |
| Mas del Pla                            | Inscripció: Beneït sia el sol, Beneït sia el dia, i el Senyor que ens l'envia | Gualba Pla de la Torre                                   |                                                      | fitxa | Carregueu una nova foto                                           |
| Passatge la Illeta                     | Equatorial. Inscripció: Veus dues coses a l'hora, l'aigua i l'hora del sol    | Gualba Començament de la ctra. de Gualba a Riells        |                                                      | fitxa | Carregueu una nova foto                                           |
| Font de la Rectoria                    | Horitzontal. Inscripció: Amb la llum i la veritat Gualba i jo anirem a l'hora | Gualba Jardí de l'Església                               | 41° 43′ 55″ N, 2° 30′ 11″ E / 41.731900°N,2.503050°E | fitxa | Carregueu una nova foto                                           |
| Ca l'Albanell                          | Inscripció: Ca l'Albanell / L'hora solar que veus es la de Gualba / Any 1984  | Gualba C. de Bisbe Ponç, 15                              | 41° 43′ 57″ N, 2° 30′ 08″ E / 41.732583°N,2.502217°E | fitxa | Carregueu una nova foto                                           |
| Can Figueras                           | Inscripció: Can Figueras / des de MCCLX                                       | Gualba                                                   | 41° 44′ 01″ N, 2° 29′ 59″ E / 41.733500°N,2.499650°E | fitxa | Can Figueras (Gualba) · Vegeu més fotos · Carregueu una nova foto |
| Can Sulé, antiga casa Can Fuster Ramis | Inscripció: Can Sulé / L'hora i el bé                                         | Gualba                                                   | 41° 44′ 03″ N, 2° 30′ 04″ E / 41.734117°N,2.501217°E | fitxa | Carregueu una nova foto                                           |
| Església de Sant Vicenç                | Inscripció: Compto el temps i el passat de cara a l'eternitat                 | Gualba Pl. de Joan Ragué                                 | 41° 43′ 55″ N, 2° 30′ 10″ E / 41.731817°N,2.502800°E | fitxa | Carregueu una nova foto                                           |
| Plaça de Joan Ragué i Camps, 11        | Inscripció: Seguint el temps a l'hora de Gualba / Any 1983                    | Gualba Pl. de Joan Ragué i Camps, 11                     | 41° 43′ 54″ N, 2° 30′ 06″ E / 41.731767°N,2.501567°E | fitxa | Carregueu una nova foto                                           |
| Carrer la Tordera, 94                  | Inscripció: Any MMII / Si encara som al matí no cerquis l'hora aquí           | Gualba C. la Tordera, 94, nucli Can Pla                  |                                                      | fitxa | Carregueu una nova foto                                           |

## Llinars del Vallès
| Nom                                              | Descripció                     | Localització                                                     | Coordenades                                          | Fitxa | Imatge                                                                      |
| ------------------------------------------------ | ------------------------------ | ---------------------------------------------------------------- | ---------------------------------------------------- | ----- | --------------------------------------------------------------------------- |
| Can Bordoi                                       |                                | Llinars del Vallès Ctra. B-510 km 7,800                          | 41° 37′ 28″ N, 2° 24′ 06″ E / 41.624367°N,2.401550°E | fitxa | Can Bordoi (Llinars del Vallès) · Vegeu més fotos · Carregueu una nova foto |
| Escola Ginebró                                   | Analemàtic                     | Llinars del Vallès C. Joaquim Costa                              |                                                      | fitxa | Carregueu una nova foto                                                     |
| Can Colomer                                      |                                | Llinars del Vallès Camí de St. Sadurní de Collsabadell           | 41° 38′ 53″ N, 2° 25′ 26″ E / 41.648117°N,2.423933°E | fitxa | Carregueu una nova foto                                                     |
| Carrer del Rutlla cantonada plaça de Santa Maria |                                | Llinars del Vallès C. del Rutlla - pl. de Santa Maria            | 41° 38′ 20″ N, 2° 24′ 02″ E / 41.638978°N,2.400635°E | fitxa | Carregueu una nova foto                                                     |
| Carrer Ramón y Cajal                             |                                | Llinars del Vallès Es veu des del carrer Gaudí                   | 41° 38′ 13″ N, 2° 23′ 58″ E / 41.636905°N,2.399543°E | fitxa | Carregueu una nova foto                                                     |
| Can Collet                                       | Inscripció: Dia 2 octubre 1869 | Llinars del Vallès Catra. BV-5103, km 6. Sant Esteve del Coll    | 41° 36′ 28″ N, 2° 22′ 59″ E / 41.607733°N,2.383000°E | fitxa | Carregueu una nova foto                                                     |
| Can Cortès                                       |                                | Llinars del Vallès Ctra. BV-5103, km 6,200. Sant Esteve del Coll | 41° 36′ 19″ N, 2° 23′ 09″ E / 41.605250°N,2.385700°E | fitxa | Carregueu una nova foto                                                     |
| Casa Nova de Can Collet                          | Inscripció: 1945               | Llinars del Vallès Ctra. BV-5103, km 6. Sant Esteve del Coll     | 41° 36′ 26″ N, 2° 22′ 54″ E / 41.607100°N,2.381717°E | fitxa | Carregueu una nova foto                                                     |
| Església de Sant Sadurní de Collsabadell         | Inscripció: Em mou la llum     | Llinars del Vallès Sant Sadurní de Collsabadell                  | 41° 38′ 36″ N, 2° 25′ 42″ E / 41.643350°N,2.428417°E | fitxa | Carregueu una nova foto                                                     |
| Can Fradera                                      |                                | Llinars del Vallès                                               | 41° 40′ 17″ N, 2° 26′ 06″ E / 41.671437°N,2.434976°E |       | Can Fradera (Llinars del Vallès) · Carregueu una nova foto                  |
| Cal Sacristà                                     |                                | Llinars del Vallès                                               | 41° 39′ 46″ N, 2° 25′ 19″ E / 41.662815°N,2.422068°E |       | Cal Sacristà (Llinars del Vallès) · Carregueu una nova foto                 |

## Montseny
| Nom                                       | Descripció                               | Localització                                    | Coordenades                                            | Fitxa | Imatge                  |
| ----------------------------------------- | ---------------------------------------- | ----------------------------------------------- | ------------------------------------------------------ | ----- | ----------------------- |
| Cruïlla Font Martina i Costa del Montseny | Inscripció: Gent de pau, siau benvinguts | Montseny                                        |                                                        | fitxa | Carregueu una nova foto |
| Hostal Montserrat                         |                                          | Montseny                                        |                                                        | fitxa | Carregueu una nova foto |
| La Bessa                                  | Inscripció: XII Segle XXI                | Montseny Ctra. BV-5301, km 23                   | 41° 47′ 27″ N, 2° 21′ 52″ E / 41.79087°N,2.364454°E    | fitxa | Carregueu una nova foto |
| Can Colldebosc                            |                                          | Montseny Ctra. BV-5301, km 23                   | 41° 47′ 19″ N, 2° 22′ 09″ E / 41.78864°N,2.369206°E    | fitxa | Carregueu una nova foto |
| Ca n'Audet                                | Inscripció: 1943                         | Montseny Ctra. BV-5301 km 14,900                | 41° 45′ 56″ N, 2° 23′ 21″ E / 41.765567°N,2.389283°E   | fitxa | Carregueu una nova foto |
| Can Manel, restaurant                     | Inscripció: Any 1983                     | Montseny                                        | 41° 45′ 26″ N, 2° 23′ 47″ E / 41.757283°N,2.396433°E   | fitxa | Carregueu una nova foto |
| Can Teixidor de l'Arboç                   |                                          | Montseny Ctra. BV-5301 km 15, Montseny d'Amunt  | 41° 46′ 11″ N, 2° 22′ 55″ E / 41.769700°N,2.3818187°E  | fitxa | Carregueu una nova foto |
| Hotel Husa Monestir Sant Marçal           |                                          | Montseny Ctra. Sant Celoni - Sant Marçal, km 28 |                                                        | fitxa | Carregueu una nova foto |
| Molí                                      | Inscripció: 1859                         | Montseny Ctra. BV-5301, km. 11                  | 41° 44′ 50″ N, 2° 24′ 08″ E / 41.7473268°N,2.4023221°E | fitxa | Carregueu una nova foto |

## Sant Antoni de Vilamajor
| Nom                            | Descripció                                                     | Localització                                                     | Coordenades                                          | Fitxa | Imatge                                                                         |
| ------------------------------ | -------------------------------------------------------------- | ---------------------------------------------------------------- | ---------------------------------------------------- | ----- | ------------------------------------------------------------------------------ |
| Cal Perpunter, Casa de la Vila | Inscripció: Casa de la Vila                                    | Sant Antoni de Vilamajor Av. de Catalunya, 5                     | 41° 40′ 25″ N, 2° 24′ 03″ E / 41.673500°N,2.400850°E | fitxa | Cal Perpunter (Sant Antoni de Vilamajor) · Carregueu una nova foto             |
| Can Delma                      |                                                                | Sant Antoni de Vilamajor Pl. de la Vila, 1                       | 41° 40′ 25″ N, 2° 24′ 03″ E / 41.673633°N,2.400933°E | fitxa | Can Delma (Sant Antoni de Vilamajor) · Carregueu una nova foto                 |
| Can Mora                       |                                                                | Sant Antoni de Vilamajor C. d'Anselm Clavé, 33                   | 41° 40′ 30″ N, 2° 23′ 57″ E / 41.675100°N,2.399050°E | fitxa | Carregueu una nova foto                                                        |
| Can Pèssim                     | Inscripció: S. P. M. / Any MCMXLVIII                           | Sant Antoni de Vilamajor C. Vell, 8                              | 41° 40′ 20″ N, 2° 24′ 00″ E / 41.672117°N,2.399867°E | fitxa | Carregueu una nova foto                                                        |
| Can Sauleda                    |                                                                | Sant Antoni de Vilamajor Av. de Catalunya, 18-20                 | 41° 40′ 26″ N, 2° 23′ 50″ E / 41.673850°N,2.397100°E | fitxa | Carregueu una nova foto                                                        |
| Can Saurí                      |                                                                | Sant Antoni de Vilamajor C. de Sant Antoni, 5 - c. Àngel Guimerà | 41° 40′ 27″ N, 2° 23′ 56″ E / 41.674283°N,2.398867°E | fitxa | Carregueu una nova foto                                                        |
| Plaça d'en Riera, 1            |                                                                | Sant Antoni de Vilamajor Pl. d'en Riera, 1                       | 41° 40′ 19″ N, 2° 24′ 01″ E / 41.671850°N,2.400200°E | fitxa | Carregueu una nova foto                                                        |
| Can Barraquer                  | Ceràmica. Inscripció: Can Barraquer                            | Sant Antoni de Vilamajor Alfou                                   | 41° 39′ 39″ N, 2° 22′ 16″ E / 41.660800°N,2.371033°E | fitxa | Carregueu una nova foto                                                        |
| Can Bordoi                     | Inscripció: 1946                                               | Sant Antoni de Vilamajor Alfou                                   | 41° 39′ 39″ N, 2° 22′ 16″ E / 41.660800°N,2.371033°E | fitxa | Carregueu una nova foto                                                        |
| Can Safont                     | Inscripció: Quan el sol riu d'alegria jo dic les hores del dia | Sant Antoni de Vilamajor Alfou                                   | 41° 39′ 43″ N, 2° 22′ 13″ E / 41.661817°N,2.370367°E | fitxa | Carregueu una nova foto                                                        |
| Avinguda de Llinars, 126       |                                                                | Sant Antoni de Vilamajor Av. de Llinars, 126. Sant Julià d'Alfou | 41° 39′ 09″ N, 2° 22′ 59″ E / 41.652600°N,2.382950°E | fitxa | Carregueu una nova foto                                                        |
| Avinguda Vilamajor, 14         |                                                                | Sant Antoni de Vilamajor Av. Vilamajor, 14. Sant Julià d'Alfou   | 41° 38′ 48″ N, 2° 22′ 48″ E / 41.646617°N,2.379967°E | fitxa | Carregueu una nova foto                                                        |
| Carrer Iuca, 28                | Inscripció: Any 2004                                           | Sant Antoni de Vilamajor C. Iuca, 28. Sant Julià d'Alfou         | 41° 39′ 19″ N, 2° 22′ 49″ E / 41.655400°N,2.380150°E | fitxa | Carregueu una nova foto                                                        |
| Can Gol                        |                                                                | Sant Antoni de Vilamajor Sant Julià d'Alfou                      | 41° 40′ 00″ N, 2° 23′ 16″ E / 41.666783°N,2.387800°E | fitxa | Can Gol (Sant Antoni de Vilamajor) · Vegeu més fotos · Carregueu una nova foto |
| Can Llança                     | Inscripció: Restaurat l'any 1997                               | Sant Antoni de Vilamajor Sant Julià d'Alfou                      | 41° 38′ 54″ N, 2° 22′ 48″ E / 41.648467°N,2.379883°E | fitxa | Carregueu una nova foto                                                        |
| Can Miret                      |                                                                | Sant Antoni de Vilamajor Sant Julià d'Alfou                      | 41° 39′ 02″ N, 2° 23′ 30″ E / 41.650517°N,2.391800°E | fitxa | Carregueu una nova foto                                                        |
| Can Pungol                     |                                                                | Sant Antoni de Vilamajor Sant Julià d'Alfou                      | 41° 39′ 57″ N, 2° 23′ 09″ E / 41.665800°N,2.385783°E | fitxa | Carregueu una nova foto                                                        |
| Can Ribalta                    |                                                                | Sant Antoni de Vilamajor Sant Julià d'Alfou                      | 41° 39′ 55″ N, 2° 23′ 30″ E / 41.665167°N,2.391767°E | fitxa | Can Ribalta (Sant Antoni de Vilamajor) · Carregueu una nova foto               |
| Can Suari                      |                                                                | Sant Antoni de Vilamajor Sant Julià d'Alfou                      | 41° 38′ 37″ N, 2° 22′ 53″ E / 41.643700°N,2.381333°E | fitxa | Carregueu una nova foto                                                        |
| Rectoria d'Alfou               |                                                                | Sant Antoni de Vilamajor Sant Julià d'Alfou                      | 41° 38′ 54″ N, 2° 22′ 51″ E / 41.648200°N,2.380783°E | fitxa | Carregueu una nova foto                                                        |
| Sant Jaume de Rifà             | Inscripció: Sant Jaume de Rifá 25-10-2004                      | Sant Antoni de Vilamajor Sant Julià d'Alfou                      | 41° 39′ 55″ N, 2° 22′ 31″ E / 41.665267°N,2.375300°E | fitxa | Carregueu una nova foto                                                        |

## Sant Celoni
| Nom                                  | Descripció                                                                                         | Localització                                                    | Coordenades                                           | Fitxa | Imatge                                                                                         |
| ------------------------------------ | -------------------------------------------------------------------------------------------------- | --------------------------------------------------------------- | ----------------------------------------------------- | ----- | ---------------------------------------------------------------------------------------------- |
| Cal Selrac                           | Inscripció: Tu sense sol i jo sense Fè no valem res                                                | Sant Celoni Als afores, en la carretera de Campins              |                                                       | fitxa | Carregueu una nova foto                                                                        |
| Can Domènec                          | | Sant Celoni Ctra. de Campins                                    |                                                       | fitxa | Carregueu una nova foto                                                                        |
| Carrer les Torres                    | Dos rellotges amb l'inscripció «Temps» en un i «Vertader» en l'altre                               | Sant Celoni C. les Torres                                       | 41° 41′ 30″ N, 2° 29′ 55″ E / 41.691533°N,2.498617°E  | fitxa | Carregueu una nova foto                                                                        |
| Ca l'Alzina Nou                      | Inscripció: 1872-1952                                                                              | Sant Celoni Ctra. C-61 km 17                                    | 41° 40′ 15″ N, 2° 28′ 58″ E / 41.670783°N,2.482767°E  | fitxa | Carregueu una nova foto                                                                        |
| La Vinya                             | Inscripció: La Vinya / Any MM                                                                      | Sant Celoni C. de Ramon Llull, 9                                | 41° 41′ 10″ N, 2° 28′ 59″ E / 41.686067°N,2.483000°E  | fitxa | Carregueu una nova foto                                                                        |
| Mas Sans, masia rural                | Inscripció: 1870 / Mas Sans                                                                        | Sant Celoni Ctra. BV5114 de St. Celoni a Campins, 15            | 41° 41′ 50″ N, 2° 28′ 36″ E / 41.697317°N,2.476733°E  | fitxa | Carregueu una nova foto                                                                        |
| Restaurant La Masia                  | | Sant Celoni Ctra. BV5114 St.Celoni-Campins                      |                                                       | fitxa | Carregueu una nova foto                                                                        |
| Ca n'Agustí                          | Circular en forma de creu                                                                          | Sant Celoni Ctra. BV-5112 km 5,2. Olzinelles (pati interior)    | 41° 39′ 43″ N, 2° 31′ 31″ E / 41.661933°N,2.525300°E  | fitxa | Carregueu una nova foto                                                                        |
| Can Valls - oest                     | Inscripció: 1862 / Ave Maria Purissima                                                             | Sant Celoni Ctra. BV-5112 km 3,6. Olzinelles (pati interior)    | 41° 40′ 13″ N, 2° 30′ 44″ E / 41.670183°N,2.5121617°E | fitxa | Carregueu una nova foto                                                                        |
| Can Valls - sud-oest                 | | Sant Celoni Ctra. BV-5112 km 3,6. Olzinelles                    | 41° 40′ 12″ N, 2° 30′ 41″ E / 41.670033°N,2.511433°E  | fitxa | Carregueu una nova foto                                                                        |
| Mas Draper                           | | Sant Celoni Olzinelles                                          | 41° 41′ 02″ N, 2° 29′ 52″ E / 41.683783°N,2.497700°E  | fitxa | Mas Draper (Sant Celoni) · Vegeu més fotos · Carregueu una nova foto                           |
| Rectoria de Sant Esteve d'Olzinelles | Inscripció: El temps fuig, l'eternitat s'apropa / Mentre tinguem temps, fem el bé                  | Sant Celoni Ctra. BV-5112 km 4,1. Olzinelles                    | 41° 39′ 57″ N, 2° 30′ 47″ E / 41.665717°N,2.513150°E  | fitxa | Rectoria de Sant Esteve d'Olzinelles (Sant Celoni) · Vegeu més fotos · Carregueu una nova foto |
| Cal Batlle, Hotel Restaurant         | Inscripció: Any 1856                                                                               | Sant Celoni Crta. de Sant Martí del Montnegre (GR-5). Vilardell | 41° 41′ 29″ N, 2° 31′ 20″ E / 41.691300°N,2.522233°E  | fitxa | Carregueu una nova foto                                                                        |
| El Molí d'en Coll                    | Inscripció: Molí d'en Coll / des de 1553 / Ni tu ni jo tindrem corda si no és Déu que se'n recorda | Sant Celoni Vilardell                                           | 41° 41′ 53″ N, 2° 30′ 57″ E / 41.697983°N,2.515783°E  | fitxa | Carregueu una nova foto                                                                        |

## Sant Esteve de Palautordera
| Nom                      | Descripció                                  | Localització                                                      | Coordenades                                          | Fitxa | Imatge                  |
| ------------------------ | ------------------------------------------- | ----------------------------------------------------------------- | ---------------------------------------------------- | ----- | ----------------------- |
| Castell de Fluvià        |                                             | Sant Esteve de Palautordera                                       | 41° 43′ 19″ N, 2° 24′ 54″ E / 41.721989°N,2.415121°E | fitxa | Carregueu una nova foto |
| Can Capdevila            | Inscripció: 1950 / No badis i ves per feina | Sant Esteve de Palautordera                                       | 41° 42′ N, 2° 26′ E / 41.7°N,2.43°E                  | fitxa | Carregueu una nova foto |
| Can Ribes                | Inscripció: Can Ribas                       | Sant Esteve de Palautordera C. de Barcelona                       | 41° 42′ 24″ N, 2° 25′ 38″ E / 41.706733°N,2.427117°E | fitxa | Carregueu una nova foto |
| Mas Prat                 |                                             | Sant Esteve de Palautordera                                       | 41° 42′ 39″ N, 2° 25′ 09″ E / 41.710867°N,2.419133°E | fitxa | Carregueu una nova foto |
| Carrer dels Til·lers, 31 |                                             | Sant Esteve de Palautordera C. dels Til·lers, 31. Santa Margarida | 41° 42′ 58″ N, 2° 25′ 40″ E / 41.716233°N,2.427900°E | fitxa | Carregueu una nova foto |
| Ca n'Auleda              |                                             | Sant Esteve de Palautordera Santa Margarida                       | 41° 43′ 23″ N, 2° 25′ 20″ E / 41.722950°N,2.422300°E | fitxa | Carregueu una nova foto |
| Can Bonamic              |                                             | Sant Esteve de Palautordera Santa Margarida                       | 41° 43′ 21″ N, 2° 25′ 25″ E / 41.722517°N,2.423491°E | fitxa | Carregueu una nova foto |
| Can Costa                | Inscripció: 1859                            | Sant Esteve de Palautordera Santa Margarida                       | 41° 43′ 14″ N, 2° 25′ 38″ E / 41.720461°N,2.42724°E  | fitxa | Carregueu una nova foto |
| Can Mainou               |                                             | Sant Esteve de Palautordera Santa Margarida                       | 41° 42′ 44″ N, 2° 25′ 51″ E / 41.712133°N,2.430850°E | fitxa | Carregueu una nova foto |
| Can Pol                  |                                             | Sant Esteve de Palautordera Santa Margarida                       | 41° 43′ 11″ N, 2° 25′ 34″ E / 41.719794°N,2.426138°E | fitxa | Carregueu una nova foto |

## Sant Pere de Vilamajor
| Nom                                           | Descripció                                 | Localització                                                                       | Coordenades                                          | Fitxa | Imatge                                                                                    |
| --------------------------------------------- | ------------------------------------------ | ---------------------------------------------------------------------------------- | ---------------------------------------------------- | ----- | ----------------------------------------------------------------------------------------- |
| Can Ramonet                                   |                                            | Sant Pere de Vilamajor Parc Natural del Montseny                                   | 41° 44′ 31″ N, 2° 23′ 36″ E / 41.742083°N,2.393217°E | fitxa | Carregueu una nova foto                                                                   |
| Can Vidal                                     |                                            | Sant Pere de Vilamajor                                                             |                                                      | fitxa | Carregueu una nova foto                                                                   |
| Can Derrocada                                 |                                            | Sant Pere de Vilamajor                                                             | 41° 41′ 03″ N, 2° 23′ 30″ E / 41.684272°N,2.391544°E | fitxa | Carregueu una nova foto                                                                   |
| Can Llinàs                                    | Inscripció: Masia Llinas / 1418            | Sant Pere de Vilamajor                                                             | 41° 41′ 32″ N, 2° 23′ 13″ E / 41.692183°N,2.386950°E | fitxa | Carregueu una nova foto                                                                   |
| Can Mongol                                    |                                            | Sant Pere de Vilamajor Al costat de Can Perera de Canyes                           | 41° 42′ 36″ N, 2° 23′ 01″ E / 41.71001°N,2.383616°E  | fitxa | Carregueu una nova foto                                                                   |
| Can Parera de Canyes                          |                                            | Sant Pere de Vilamajor Camí de l'Ermita de Sant Elies                              | 41° 42′ 36″ N, 2° 23′ 01″ E / 41.71001°N,2.383616°E  | fitxa | Can Parera de Canyes (Sant Pere de Vilamajor) · Vegeu més fotos · Carregueu una nova foto |
| Can Ribes                                     | Inscripció: Can Ribes - 11 de Juny de 1768 | Sant Pere de Vilamajor                                                             | 41° 41′ 39″ N, 2° 23′ 10″ E / 41.694167°N,2.386033°E | fitxa | Carregueu una nova foto                                                                   |
| Carrer Granollers cantonada carrer Montserrat |                                            | Sant Pere de Vilamajor C. Granollers - c. Montserrat. Urb. Les Faldes del Montseny | 41° 41′ 12″ N, 2° 21′ 57″ E / 41.686703°N,2.365812°E | fitxa | Carregueu una nova foto                                                                   |
| Camí del Sud, 2                               |                                            | Sant Pere de Vilamajor Camí del Sud, 2. Urb. Vallserena                            | 41° 41′ 14″ N, 2° 24′ 21″ E / 41.687112°N,2.405739°E | fitxa | Carregueu una nova foto                                                                   |

## Santa Maria de Palautordera
| Nom                       | Descripció                              | Localització                                                                    | Coordenades                                          | Fitxa | Imatge                                                                            |
| ------------------------- | --------------------------------------- | ------------------------------------------------------------------------------- | ---------------------------------------------------- | ----- | --------------------------------------------------------------------------------- |
| Carrer d'Anselm Clavé, 55 | Inscripció: Temps vertader              | Santa Maria de Palautordera C. d'Anselm Clavé, 55                               | 41° 41′ 29″ N, 2° 26′ 51″ E / 41.691250°N,2.447600°E | fitxa | Carrer d'Anselm Clavé, 55 (Santa Maria de Palautordera) · Carregueu una nova foto |
| Ca l'Escabellat           |                                         | Santa Maria de Palautordera Crta. BV-5301 km 0,200                              | 41° 40′ 18″ N, 2° 28′ 04″ E / 41.671667°N,2.467783°E | fitxa | Carregueu una nova foto                                                           |
| Can Pinell del Pla        | Inscripció: Any 1.995                   | Santa Maria de Palautordera Rotonda a l'entrada per la carretera de Sant Celoni | 41° 41′ 14″ N, 2° 26′ 39″ E / 41.687222°N,2.444167°E | fitxa | Carregueu una nova foto                                                           |
| Can Rafalet               |                                         | Santa Maria de Palautordera                                                     | 41° 40′ 34″ N, 2° 28′ 09″ E / 41.676127°N,2.469066°E | fitxa | Can Rafalet (Santa Maria de Palautordera) · Carregueu una nova foto               |
| Can Rahull, ajuntament    | Inscripció: Temps vertader / Can Rahull | Santa Maria de Palautordera Pl. de Miquel Martí i Pol                           | 41° 41′ 47″ N, 2° 26′ 15″ E / 41.696267°N,2.437633°E | fitxa | Can Rahull (Santa Maria de Palautordera) · Carregueu una nova foto                |
| Can Segard                |                                         | Santa Maria de Palautordera                                                     | 41° 40′ 38″ N, 2° 27′ 59″ E / 41.677153°N,2.466278°E |       | Can Segard (Santa Maria de Palautordera) · Carregueu una nova foto                |

## Vallgorguina
| Nom                            | Descripció                                                         | Localització                                    | Coordenades                                          | Fitxa | Imatge                                                                            |
| ------------------------------ | ------------------------------------------------------------------ | ----------------------------------------------- | ---------------------------------------------------- | ----- | --------------------------------------------------------------------------------- |
| Can Castellà, casa de colònies | Inscripció: Salbador Castalla Pages / Dia 2 de febrer del any 1792 | Vallgorguina Ctra. C-61, km 13,800              | 41° 39′ 19″ N, 2° 29′ 29″ E / 41.655300°N,2.491433°E | fitxa | Carregueu una nova foto                                                           |
| Can Montesell                  |                                                                    | Vallgorguina Camí del cementiri                 | 41° 38′ 54″ N, 2° 30′ 41″ E / 41.648433°N,2.511300°E | fitxa | Carregueu una nova foto                                                           |
| Can Nonell de la Serra         | Inscripció: 1851 / Pau-Plans / Major                               | Vallgorguina Finca de Can Planas                | 41° 38′ 15″ N, 2° 30′ 52″ E / 41.637567°N,2.514558°E | fitxa | Can Nonell de la Serra (Vallgorguina) · Vegeu més fotos · Carregueu una nova foto |
| Can Patac                      | Al voltant d'una finestra. Inscripció: Novembre 16 de 1784         | Vallgorguina Ctra. Vella, 58                    | 41° 38′ 50″ N, 2° 30′ 37″ E / 41.647283°N,2.510183°E | fitxa | Carregueu una nova foto                                                           |
| Can Pradell de la Serra        |                                                                    | Vallgorguina Parc del Montnegre i el Corredor   | 41° 38′ 49″ N, 2° 29′ 23″ E / 41.646850°N,2.489833°E | fitxa | Carregueu una nova foto                                                           |
| Can Pujades, Col·legi Santa Fe | Inscripció: 1858                                                   | Vallgorguina Ctra. d'Arenys a St. Celoni, km 11 | 41° 38′ 22″ N, 2° 31′ 04″ E / 41.639450°N,2.517783°E | fitxa | Can Pujades (Vallgorguina) · Vegeu més fotos · Carregueu una nova foto            |
| Can Rosqueta                   | Inscripció: 1861 / 1998                                            | Vallgorguina Ctra. Vella, 10                    | 41° 38′ 49″ N, 2° 30′ 42″ E / 41.646950°N,2.511767°E | fitxa | Carregueu una nova foto                                                           |
| Can Saleras                    | Inscripció: 1857                                                   | Vallgorguina Parc del Montnegre i el Corredor   | 41° 37′ 53″ N, 2° 30′ 30″ E / 41.631383°N,2.508333°E | fitxa | Carregueu una nova foto                                                           |
| Can Tomàs                      | Inscripció: Omnia tempus habent                                    | Vallgorguina                                    | 41° 38′ 45″ N, 2° 30′ 37″ E / 41.645700°N,2.510167°E | fitxa | Carregueu una nova foto                                                           |
| Can Tustet                     |                                                                    | Vallgorguina Afores                             | 41° 39′ 02″ N, 2° 30′ 25″ E / 41.650421°N,2.506811°E | fitxa | Carregueu una nova foto                                                           |
| Can Vilar                      | Restes de dos rellotges                                            | Vallgorguina                                    | 41° 38′ 13″ N, 2° 30′ 16″ E / 41.636850°N,2.504533°E | fitxa | Carregueu una nova foto                                                           |

## Vilalba Sasserra
| Nom        | Descripció  | Localització                                      | Coordenades                                          | Fitxa | Imatge                  |
| ---------- | ----------- | ------------------------------------------------- | ---------------------------------------------------- | ----- | ----------------------- |
| Bruc Jardí | Horitzontal | Vilalba Sasserra Via Augusta, 35                  | 41° 39′ 07″ N, 2° 26′ 12″ E / 41.652000°N,2.436667°E | fitxa | Carregueu una nova foto |
| El Trull   |             | Vilalba Sasserra Parc del Montnegre i el Corredor | 41° 38′ 16″ N, 2° 29′ 04″ E / 41.637650°N,2.484383°E | fitxa | Carregueu una nova foto |